# Donald Palma
Donald Palma (New York, ...) è un contrabbassista, direttore d'orchestra e docente statunitense.
Si è laureato alla Juilliard School e ha studiato con alcuni noti contrabbassisti tra cui Frederick Zimmermann, Robert Brennand, Orin O'Brien e Homer Mensch

## Biografia

### Contrabbassista
A vent'anni Palma divenne membro della American Symphony Orchestra di Leopold Stokowski ed entrò nella Los Angeles Philharmonic a ventiquattro anni. Nel 1971 vinse le audizioni internazionali del Young Concert Artists. Palma è membro fondatore della prestigiosa Orpheus Chamber Orchestra. È un noto musicista da camera, avendo suonato con il Nash Ensemble, il Juilliard Quartet, la Chamber Music Society del Lincoln Center, la Da Camera Society di Houston e lo Speculum Musicae ed è apparso in recital con artisti famosi come Dietrich Fischer-Dieskau, Jean-Pierre Rampal, Jan DeGaetani e Jorge Bolet. Palma è anche l'ex bassista principale della National Arts Center Orchestra di Ottawa, Ontario, in Canada. Palma è apparso anche nella sinfonia jazz di Charles Schwartz del 1979, Mother! Mother! con Clark Terry e Zoot Sims.

### Direzione orchestrale
Palma dirige spesso gruppi al New England Conservatory of Music ed è al contempo bassista e direttore d'orchestra di Speculum Musicae. Palma è l'ex direttore musicale dei San Francisco Contemporary Music Players, che ha ricevuto due ASCAP-Chamber Music America Awards per "programmazione avventurosa" durante il suo mandato. Palma è il direttore d'orchestra e il direttore musicale di Symphony by the Sea, che si esibisce a Marblehead e Byfield, MA.

### Insegnamento
Palma è membro a tempo pieno della facoltà di contrabbasso al New England Conservatory of Music di Boston, Massachusetts, dove è anche direttore artistico dell'Orchestra da camera. È anche membro di facoltà alla Yale School of Music di New Haven, Connecticut. Ha tenuto corsi di perfezionamento in tutto il mondo, tra cui la Hartt School, la Rice University, la Juilliard School, la Manhattan School of Music, il Mannes College e la Toho Gakuen School of Music a Tokyo, in Giappone. Molti degli studenti di contrabbasso di Palma sono membri di primo piano di orchestre e gruppi in tutto il mondo.